# Алескеров, Аббас Аббас оглы
Аббас Аббас оглы Алескеров (13 декабря 1937 — 18 февраля 2018) — советский и азербайджанский архитектор, председатель Государственного комитета Азербайджана по архитектуре и градостроительству (2008—2018). Заслуженный инженер Азербайджанской ССР (1987). Заслуженный архитектор Азербайджана (2007).

## Биография
Родился 13 декабря 1937 года в Баку.
Окончил Азербайджанский политехнический институт (1963).
С 1960 г. работал в организациях Министерства строительства и в Министерстве промышленного строительства Азербайджана.
С 1977 г. зам. главного инженера института «Азгоспромпроект».
В 1983—2008 — директор института «Бакгипрогор».
С 2008 г. председатель Государственного комитета Азербайджана по архитектуре и градостроительству. Председатель Союза архитекторов Азербайджана.
Умер в Баку 18 февраля 2018 года.

## Награды
- Орден «Слава» (10 апреля 2012 года) — за эффективную деятельность в сфере строительства в Азербайджанской Республике[1]
- Орден «За службу Отечеству» II степени (12 декабря 2017 года) — за заслуги в развитии архитектуры в Азербайджанской Республике и многолетнюю плодотворную деятельность в сфере градостроительства[2]
- Орден Дружбы народов
- Орден «Знак Почёта»
- Заслуженный архитектор Азербайджана (9 ноября 2007 года) — за заслуги в развитии архитектуры в Азербайджане[3]
- Заслуженный инженер Азербайджанской ССР (1987 год)